# John Wikström
John Wikström (1903 – 5 febbraio 1991) è stato un fondista svedese.

## Palmarès

### Mondiali
- Argento a Cortina d'Ampezzo 1927 nei 50 km.